# Shadows of War
Shadows of War és el sisè àlbum del grup de música heavy metal Loudness, publicat el 1986 per la discogràfica Atco Records.

## Cançons
1. Shadows Of War
2. Let It Go
3. Streetlife Dreams
4. Black Star Oblivion
5. One Thousand Eyes
6. Complication
7. Dark Desire
8. Face To Face
9. Who Knows

## Formació
- Minoru Niihara - veus
- Akira Takasaki - guitarra
- Masayoshi Yamashita - baix
- Munetaka Higuchi - bateria